# 长柄象牙参
长柄象牙参（学名：Roscoea debilis）为姜科象牙参属下的一个种。